# فلوریدا کیز
فلوریدا کیز (به انگلیسی: Florida Keys) مجمع‌الجزایر مرجانی در سواحل جنوبی ایالت فلوریدا می‌باشند که جنوبی‌ترین بخش قاره آمریکای شمالی را تشکیل می‌دهند.
این جزایر از جنوبی‌ترین بخش سواحل شبه‌جزیره فلوریدا در ۲۴ کیلومتری جنوب میامی آغاز می‌شوند، به سمت جنوب غربی ادامه پیدا می‌کنند و با کی وست به عنوان آخرین جزیرهٔ مسکونی پایان می‌یابند. جنوبی‌ترین نقطه از جزیرهٔ کی وست فقط ۱۴۵ کیلومتر با کشور کوبا فاصله دارد.

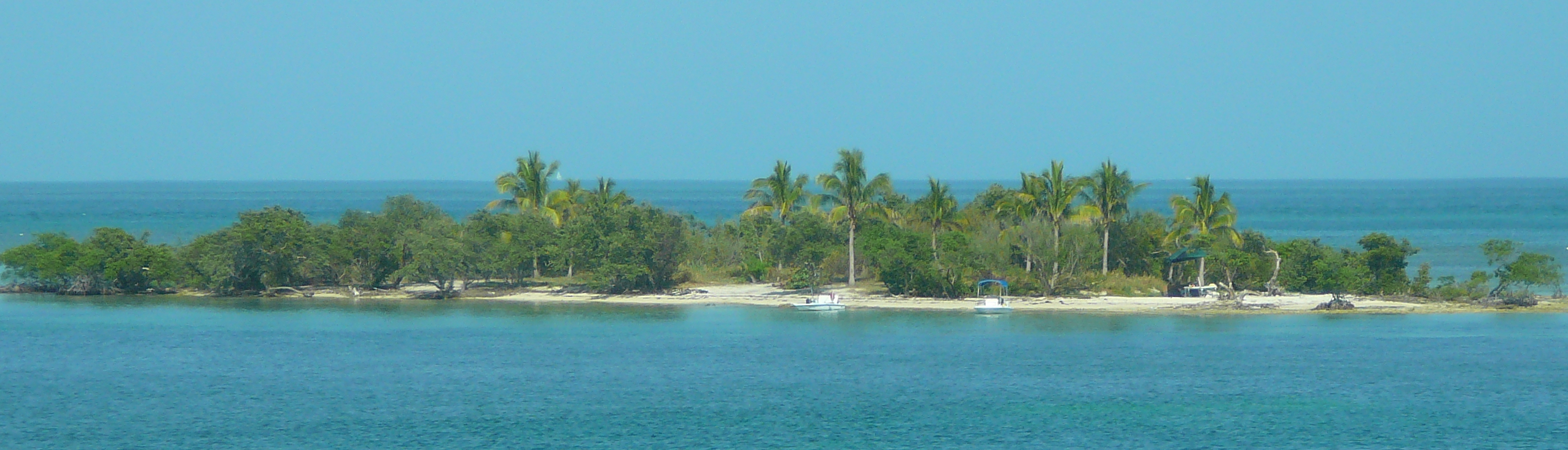
نمونه‌ای از پوشش گیاهی در جزایر کیز

## خصوصیات
فلوریدا کیز مجموعه‌ای از ۱۷۰۰ جزیره است که از این میان حدوداً ۳۰ تای آنها مسکونی هستند. این جزایر در واقع بخش‌های برجسته و خارج از آب صخره‌های مرجانی قدیمی هستند و مساحت کل زمین هایشان بر روی هم ۳۵۶ کیلومترمربع است.
بر اساس سرشماری سال ۲۰۱۰ جمعیت فلوریدا کیز ۷۳٬۰۹۰ نفر است و تراکم جمعیت این جزایر ۲۰۵،۵۴ نفر در کیلومترمربع است، هرچند که اغلب این جمعیت در یکی از چند جزیره با تراکم بالاتر، همچون کی وست زندگی می‌کنند.
فلوریدا کیز در شهرستان مونرو واقع شده‌اند. این شهرستان از یک قطعه عمده زمین خشکی تشکیل شده که تقریباً تمامی آن را پارک ملی اِوِرگلِیدز در برگرفته و نیز جزایر کیز، از کی لارگو (به انگلیسی: Key Largo) تا درای تُرتوگاس (به انگلیسی: Dry Tortugas) که جزیره‌ای غیرمسکونی است. مرکز شهرستان مونرو شهر کی وست است.

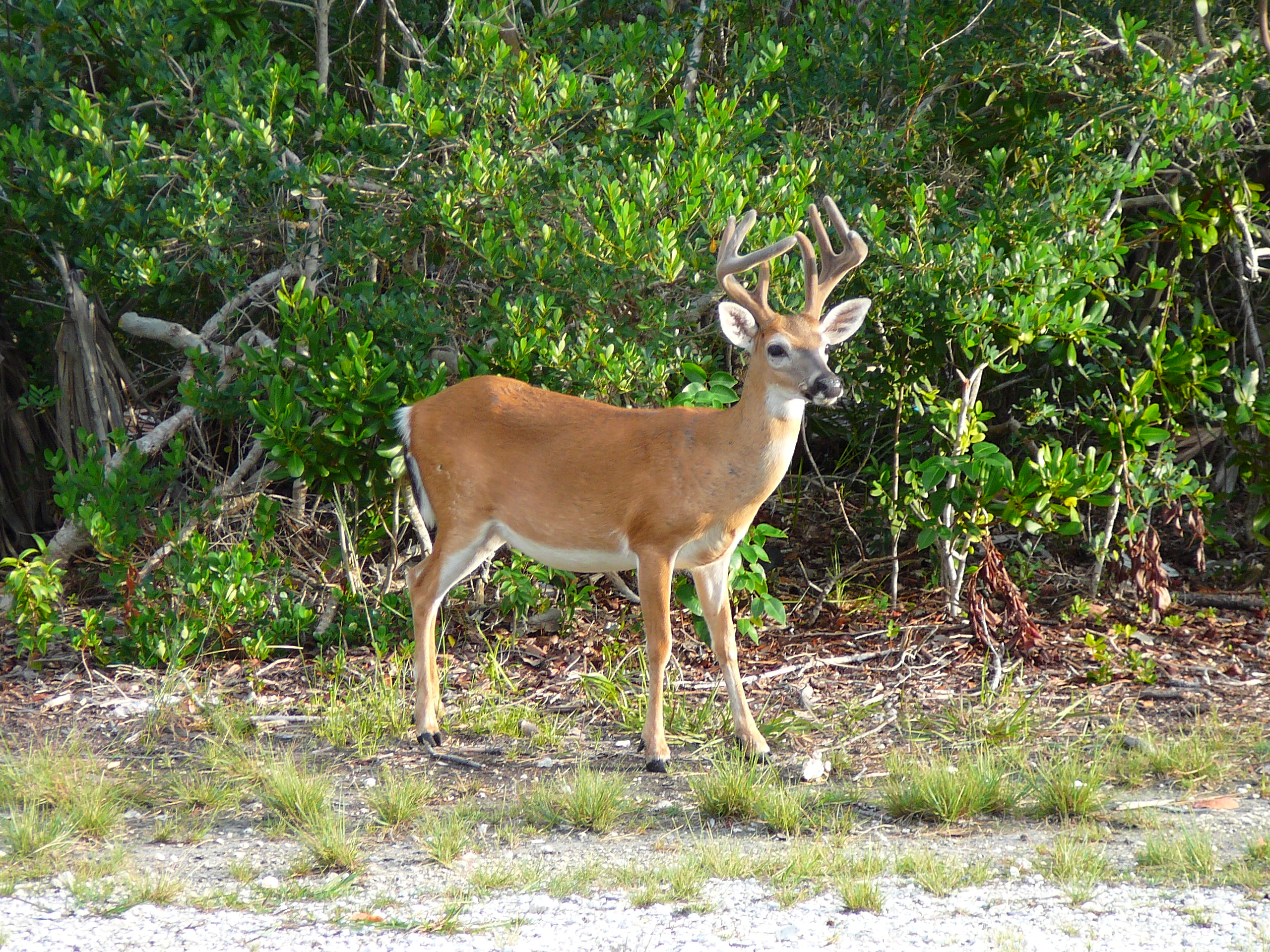
یک گوزن کی

## آب‌وهوا و محیط زیست
آب‌وهوا و محیط زیست فلوریدا کیز بیشتر به کارائیب شباهت دارد تا سایر بخش‌های فلوریدا، با این تفاوت که بر خلاف طبیعت آتشفشانی جزایر کارائیب، حیوانات و گیاهان به وفور در این جزایر یافت می‌شوند.
آب‌وهوا در این جزایر نیمه‌گرمسیری است و دو فصل عمده وجود دارد: از ژوئن تا اکتبر هوا داغ و پر رطوبت است و از نوامبر تا ماه مه هوا خشک تر و خنک تر است. در طول فصل خشک بسیاری از گیاهان به خواب رفته یا به کندی رشد می‌کنند. برخی از درختان محلی برگریز هستند و برگهایشان را در زمستان یا بهار از دست می‌دهند.
گونه‌های گیاهی و جانوری خاصی در فلوریدا کیز وجود دارند که در هیچ کجای دیگر از آمریکا یافت نمی‌شوند. آب‌وهوای این منطقه به اغلب گیاهان امکان رشدونمو می‌دهد، از جمله گیاهانی که بومی این ناحیه نیستند و به این منطقه وارد شده‌اند که از این میان می‌توان از درختان نارگیل، گل کاغذی، گل بامیه و پاپایا نام برد.
جزایر کیز همچنین زیستگاه گونه‌های منحصر به فردی از حیوانات، همچون گوزن کی و تمساح آمریکایی هستند که تنها منحصر به این بخش از آمریکا هستند.

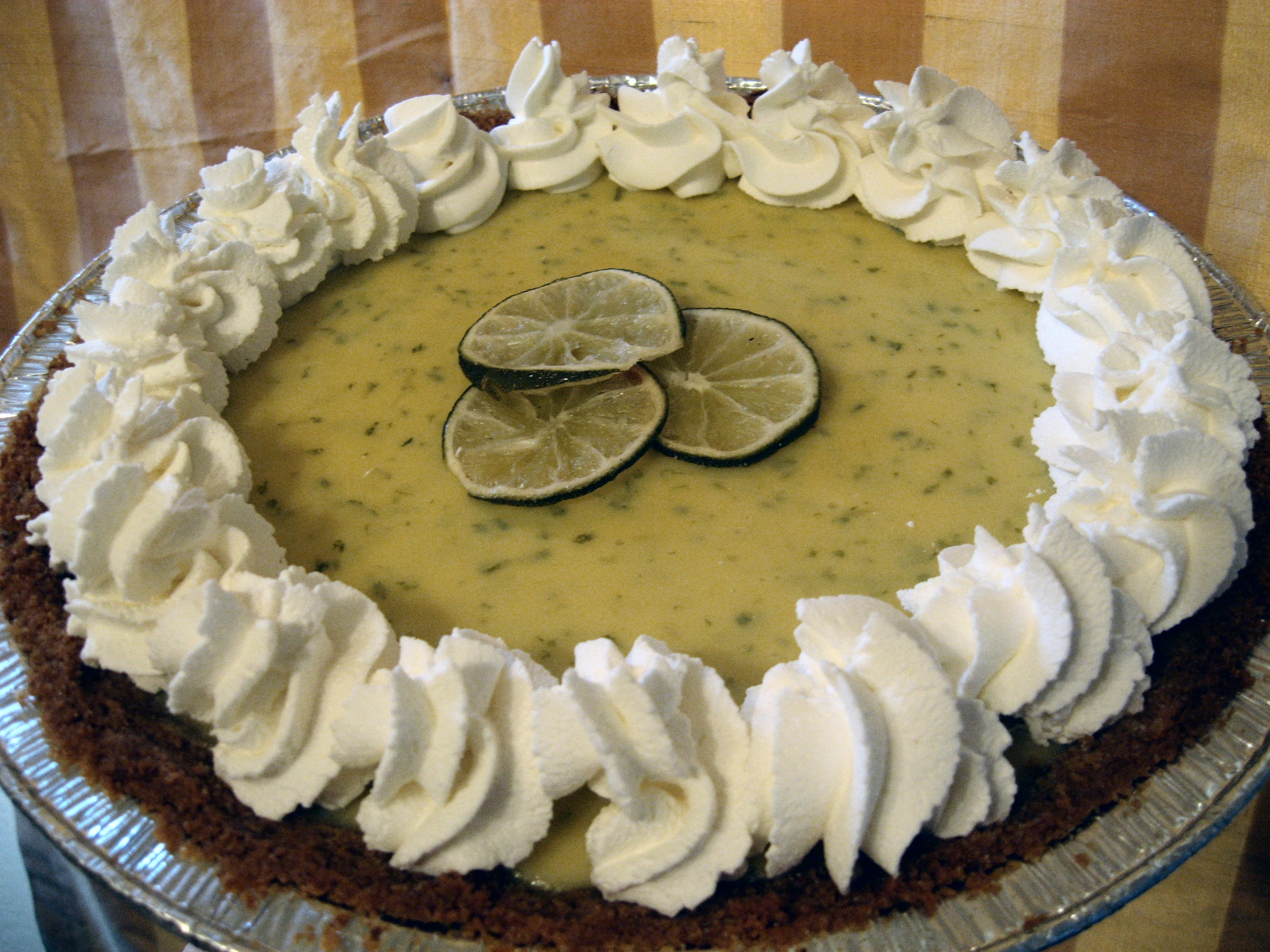
پای لیموترش کی با خامه

## خوردنی‌های بومی این منطقه
- لیموترشِ کی (به انگلیسی: Key Lime) ، نوعی لیموترش زردرنگ است که نام دیگر آن «لیموی مکزیکی» است و از شبه‌جزیره یوکاتان در مکزیک به این منطقه وارد شده. این نوع به خصوص از لیموترش امروزه به عنوان یک میوهٔ بومی شده و خاص این منطقه شناخته می‌شود. درخت این لیموترش خاردار است، رشد سریعی دارد و میوه‌هایی زردرنگ به اندازهٔ توپ گلف تولید می‌کند که بسیار ترش و بسیار خوش عطر می‌باشند[۱].
- پای لیموترش کی (به انگلیسی: Key Lime Pie)، نوعی پای است که جزایر کیز را محل پیدایش آن می‌دانند و دسری بسیار پرطرفدار در فلوریدا است. میوهٔ اصلی در تهیهٔ این پای همان لیموترش کی است[۱].